# 사용취득
사용취득(Usucaption, 영국과 미국에서는 acquisitive prescription로도 사용)이란 일정 기간 점유에 의한 소유권 취득을 의미한다.

## 같이 보기
- 판매가 가능한 소유권
- 용익물권